# Ramón Freire

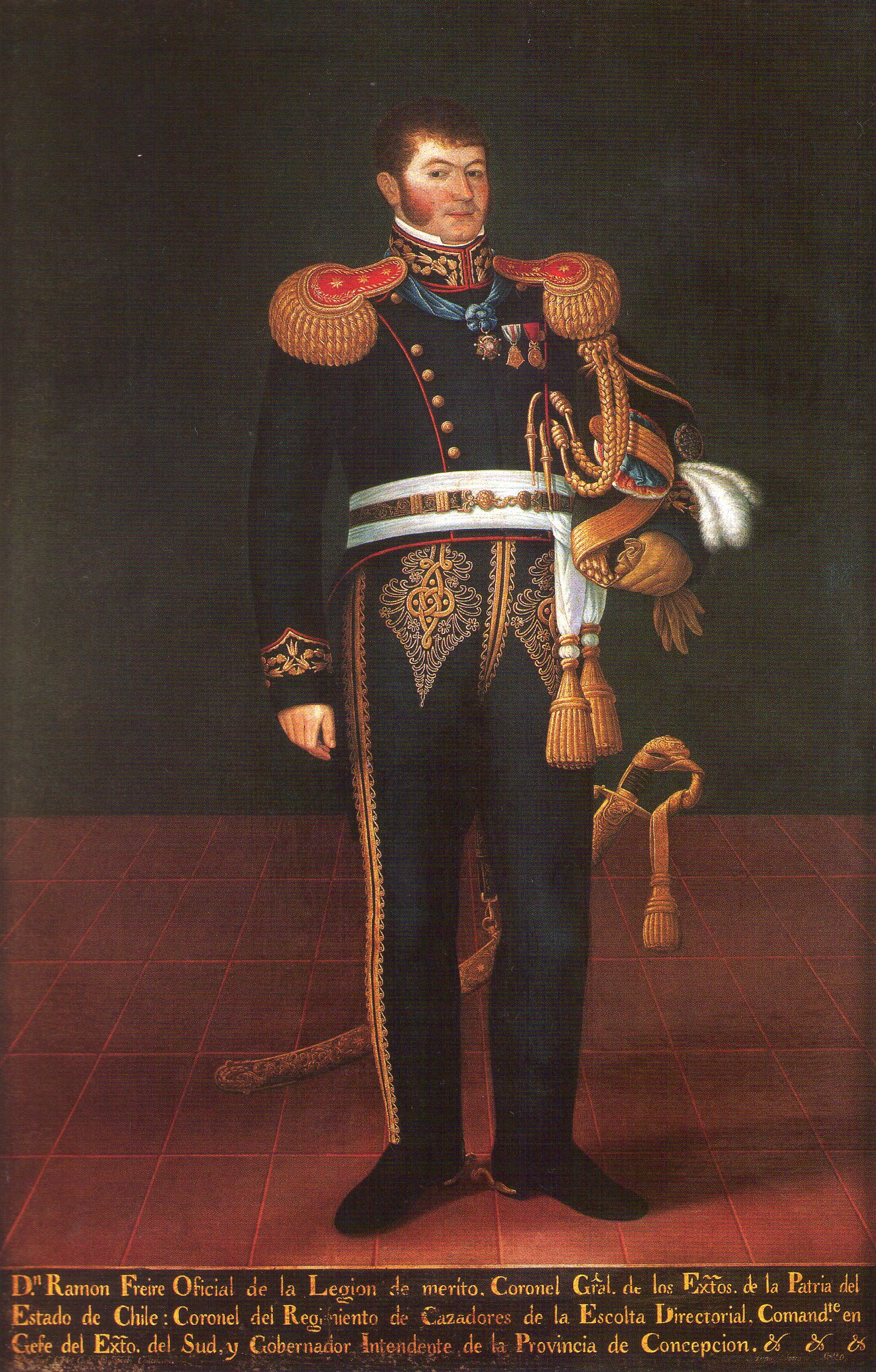
Ramón Freire en 1820 (José Gil de Castro)

Ramón Freire Serrano, né à Santiago le 29 novembre 1787 et mort le 9 décembre 1851, est un général et homme d'État chilien. Il fut Directeur suprême de 1823 à 1826, puis président du Chili en 1827.

## La jeunesse
Ramon Freire est le fils d'un officier de cavalerie espagnol Francisco Antonio Freire y Paz et d'une Chilienne Gertrudis Serrano y Arrechea. Orphelin à 16 ans, il se rend dans la ville de Concepción et devient commis dans un magasin avant de s'embarquer sur un navire marchand.

## La guerre d'indépendance
Il rejoint l'armée de libération en 1811 et participe à de nombreux engagements jusqu'à la défaite de Rancagua en octobre 1814. Il se réfugie alors à Buenos-Aires et s'engage dans la flotte corsaire de l'amiral William Brown. En 1816 il fait partie de l'armée des Andes, commandée par le général José de San Martin. Ce dernier l'envoie prendre la ville de Talca le 11 février 1817, la veille de la Bataille de Chacabuco. Il participe également à la bataille de Maipú qui met fin aux ambitions de reconquête espagnole.
En 1823, il s'oppose au gouvernement de Bernardo O'Higgins et dirige un mouvement insurrectionnel des provinces. O'Higgins est forcé d'abdiquer le pouvoir entre les mains d'un conseil de trois personnes à Santiago. L'Assemblée constituante nomme alors Freire directeur et chef suprême de l'État.

## Directeur suprême
Il est nommé par la Junte Directeur suprême le 4 avril 1823 en remplacement d'O'higgins, fonction qu'il assume jusqu'au 9 juillet 1826. La Constitution transforme la fonction en Président de la République. Après un double intermède des présidence de Manuel Blanco Encalada, puis de Agustín Eyzaguirre, Freire est de nouveau appelé comme Président le 25 janvier 1827 pour réprimer la mutinerie du colonel Enrique Campino. Il démissionne à nouveau le 5 mai 1827.
Au cours de son administration il promeut d'importantes réformes comme l'abolition de l'esclavage et l'ouverture des marchés chiliens au commerce mondial. Il instaure la liberté de la presse.
Cependant le Trésor chilien est épuisé par les guerres d'indépendance et lourdement hypothéqué par le premier emprunt étranger contracté auprès des banques britanniques. Freire crée un monopole gouvernemental sur le tabac et les alcools qui revient à l'homme d'affaires Portales.
Il complète la libération de l'ensemble du territoire en investissant l'île de Chiloé qui était encore entre les mains espagnoles. Il signe en 1826 le traité de Tantauco, par lequel l'Espagne renonce définitivement à cette île.

## Guerre civile
La jeune république chilienne est fragile et soumis à des factions opposées. Après le soulèvement dirigé par le général Prieto dans le sud, Freire revient de nouveau dans l'arène politique en 1829 pour soutenir son ancien vice-président Pinto. Il subit une défaite à la bataille du Lircay qui l'oblige à s'exiler au Pérou.

## Expédition navale
Freire réussit à obtenir par l'intermédiaire de tiers la location de deux navires de guerre de la Confédération Pérou-Bolivie et organise une expédition navale dans le but de renverser le gouvernement de Prieto. La complicité du protecteur de la Confédération Andrés de Santa Cruz est un point controversé par les historiens.
L'expédition de Freire visait à atteindre la grande île de Chiloé, d'établir son autorité dans cette partie du pays et soumettre le continent chilien en profitant de la résistance générée par le régime despotique établi après Lircay. La bataille de Bellavista s'est déroulée le 14 janvier 1826. Menée contre les Espagnols, elle a pour objectif d'incorporer la province de Chiloé au territoire du Chili. 
 Freire a été trahi par l'équipage rebelle du Monteagudo, fait prisonnier et confiné à l'archipel Juan Fernandez sur l'ordre direct de Portales. Condamné à mort, sa peine fut commuée en exil. Il se rendit à Tahiti, puis en Australie avant de bénéficier d'une loi d'amnistie qui lui permit de finir ses jours au Chili.